# Michail Gennadjewitsch Rjasanow
Michail Gennadjewitsch Rjasanow (russisch Михаил Геннадьевич Рязанов; * 4. Dezember 1986 in Montschegorsk, Russische SFSR) ist ein russischer Eishockeyspieler, der seit Juli 2011 bei Rubin Tjumen in der Wysschaja Hockey-Liga unter Vertrag steht.

## Karriere
Michail Rjasanow begann seine Karriere als Eishockeyspieler in der Nachwuchsabteilung von Molot-Prikamje Perm, für dessen zweite Mannschaft er von 2003 bis 2007 in der drittklassigen Perwaja Liga aktiv war. Zudem gab der Verteidiger in der Saison 2004/05 sein Debüt in der russischen Superliga für Perms Profimannschaft. Dabei gab er in neun Spielen eine Torvorlage. Die Saison 2005/06 beendete der Linksschütze bei Neftjanik Leninogorsk in der Wysschaja Liga, der zweiten russischen Spielklasse. Nachdem er die Saison 2006/07 erneut in Perms zweiter Mannschaft begonnen hatte, wechselte er zu dessen Ligarivalen aus der Perwaja Liga, Kristall Jugra. 
Die Saison 2007/08 verbrachte Rjasanow beim HK Lada Toljatti in der Superliga. Dort erkämpfte er sich einen Stammplatz und erzielte zwei Tore in 57 Spielen. Zudem bereitete er sechs Treffer vor. Daraufhin wurde er zur Saison 2008/09 von Amur Chabarowsk aus der neu gegründeten Kontinentalen Hockey-Liga verpflichtet, für das er zwei Jahre spielte. Rjasanow begann die Saison 2010/11 beim HK Spartak Moskau, bevor er im Januar 2011 von Metallurg Nowokusnezk verpflichtet wurde. Zur Saison 2011/12 wurde er von Rubin Tjumen aus der neuen zweiten russischen Spielklasse, der Wysschaja Hockey-Liga, verpflichtet.

## KHL-Statistik
(Stand: Ende der Saison 2010/11)